# José J. Veiga
José Jacinto Veiga, conhecido como José J. Veiga (Corumbá de Goiás, 2 de fevereiro de 1915 – Rio de Janeiro, 19 de setembro de 1999), foi um escritor brasileiro, considerado um dos maiores autores em língua portuguesa do realismo fantástico.

## Biografia
José Veiga tem raízes rurais ao ter nascido, em 1915, na fazenda Morro Grande, entre os municípios de Pirenópolis e Corumbá de Goiás, cidades de origem, respectivamente, de seu pai e sua mãe, Luiz Pereira da Veiga e Maria Marciana Jacinto Veiga. A região natal, o lugar da infância, deixou marcas indeléveis na obra de Veiga.
Os pais do escritor, vivendo em Corumbá (GO), tiveram cinco filhos, dos quais José foi o segundo. "O pai era pedreiro e a mãe dona de casa, responsável pelo aprendizado de leitura dos filhos mais velhos, José e Juvenal, que na escola terão um contato inicial com a literatura através da coleção O tesouro do menino e, especialmente, da obra de Júlio Verne. A infância do garoto, até os dez anos, foi como tantas outras do lugar, à beira dos rios, passeios a pé ou a cavalo, visita às chácaras de parentes e à fazenda do avô materno, sempre entre as duas cidades que serão algumas das referências mais fortes na literatura do escritor."
Estreou-se na literatura um pouco tarde, aos 45 anos de idade, com o livro ganhador do prêmio Fábio Prado em 1959, Os cavalinhos de Platiplanto, contendo doze contos. O nome literário, José J. Veiga, foi adotado por sugestão de seu amigo Guimarães Rosa, após análise numerológica. Em documentos pessoais, à mostra no Espaço José J. Veiga, na Biblioteca Central do SESC, em Goiânia, consta sempre José Veiga.
Teve seus livros publicados nos Estados Unidos, Inglaterra, México, Espanha, Dinamarca, Suécia, Noruega e Portugal. Ganhou, pelo conjunto de sua obra, a versão 1997 do Prêmio Machado de Assis, outorgado pela Academia Brasileira de Letras.
Hoje, a rodovia GO-225, que liga Corumbá de Goiás a Pirenópolis, tem seu nome. Faleceu de câncer no pâncreas e complicações causadas por uma anemia. A 31 de janeiro de 1999, sua obra "A Hora dos Ruminantes" foi incluída, por um júri escolhido pelo jornal mais influente de Goiás, O Popular, na lista dos 20 livros mais importantes de Goiás no século XX, tornando-se assim obra canônica.
No final do ano de 2014 a editora Companhia das Letras, detentora dos direitos autorais do escritor, começou a reeditar os seus livros, a começar por Os Cavalinhos de Platiplanto e A Hora dos Ruminantes.
Para conhecer mais sobre a obra desse importante escritor vale uma visita à biblioteca do Sesc Centro, em Goiânia. Ela abriga o Espaço José J. Veiga. São 1.772 volumes catalogados nesse acervo particular, incluindo títulos em português, inglês e espanhol que identificam uma trajetória de leitura que exerceu uma forte influência em sua própria obra. Junto aos livros, há dezenas de documentos que englobam originais de romances, contos, artigos para jornal, além de cartas recebidas. Entre as prateleiras dispostas no Espaço José J. Veiga é possível encontrar cópias de seus textos adaptados para o cinema, o teatro e a televisão. O espaço foi inaugurado em 2007.
O acervo foi cedido ao SESC pelo escritor, Luiz de Aquino, membro da Academia Goiana de Letras, que recebeu a incumbência de zelar pela perpetuação da memória do autor em Goiás.

## Obras
- Os Cavalinhos de Platiplanto (1959);
- A Hora dos Ruminantes (1966);
- A Estranha Máquina Extraviada (1967);
- Sombras de Reis Barbudos (1972);
- Os Pecados da Tribo (1976);
- O Professor Burrim e as Quatro Calamidades (1978);
- De Jogos e Festas (1980);
- Aquele Mundo de Vasabarros (1982);
- Torvelinho Dia e Noite (1985);
- O Trono no Morro (1988);
- A Casca da Serpente (1989);
- Os melhores contos de J. J. Veiga (1989);
- O Almanach de Piumhy - Restaurado por José J. Veiga (1989);
- O Risonho Cavalo do Príncipe (1993);
- O Relógio Belizário (1995);
- Tajá e Sua Gente (1997);
- Objetos Turbulentos (1997);
- O Galo Impertinente (1997);